# Héctor Javier Céspedes
Héctor Javier Céspedes Carrillo (Bogotá, Cundinamarca, Colombia; 10 de abril de 1952 - Cajicá, Cundinamarca, Colombia; 21 de julio de 2012), fue un futbolista, entrenador y abogado titulado en la Universidad Libre.
Como jugador Céspedes se desempeñó como delantero y jugó en Millonarios, e Independiente Santa Fe de su ciudad natal; y en el Atlético Nacional. Con Santa Fe tuvo la mejor etapa de su carrera, y fue figura y campeón del Fútbol Profesional Colombiano en el año 1975. Además, fue campeón con Millonarios, equipo del cual se consideraba hincha, en el año 1972. Como entrenador, dirigió a Santa Fe en 1986, y entre 1990 y 1991. También dirigió al Real Cartagena, y al Mineros de Guayana de Venezuela.
Falleció en 2012 en la sede deportiva de Millonarios mientras se desempeñaba como el delegado deportivo del club.

## Trayectoria

### Inicios
Héctor Javier Céspedes, nació en la ciudad de Bogotá, la capital de Colombia. Fue criado en el barrio Muzú al sur de la ciudad, y empezó a jugar fútbol en el club Independiente Safa. De allí, pasó a jugar a las divisiones inferiores de Millonarios.

### Millonarios
Luego de haber jugado por un tiempo en las divisiones inferiores, Céspedes debutó como profesional con la camiseta de Millonarios en el año 1969. Con el equipo "Embajador", el bogotano jugó varios partidos con las reservas, y con el equipo profesional. Con Millonarios fue campeón en el año 1972, cuándo el equipo ganó su décimo (10) título. En ese año, jugó varios partidos y compartió con grandes jugadores como los colombianos Willington Ortiz, Jaime Morón, y Alejandro Brand. En el equipo "Embajador", jugó hasta finales del año 1974.

### Independiente Santa Fe
Después de haber tenido una buena etapa, en donde fue campeón con Millonarios; a principios del año 1975 Héctor Javier se fue a jugar a Independiente Santa Fe también de su natal Bogotá. Desde su llegada al equipo cardenal, Céspedes pasó a ser un jugador importante. En aquel año (1975), Santa Fe se coronó campeón del Fútbol Profesional Colombiano por sexta vez en su historia; y Céspedes fue una de las figuras dentro de la nómina junto a sus compatriotas Alfonso Cañón, Ernesto Díaz, Luis Alberto Montaño y los argentinos Juan Carlos Sarnari y Carlos Alberto Pandolfi. Así, el bogotano entró en la historia del equipo cardenal y se convirtió en uno de los jugadores más queridos por la hinchada. Un año después, en 1976; Santa Fe jugó la Copa Libertadores de América, y el bogotano fue uno de los jugadores destacados en el torneo internacional. Además, fue el goleador del equipo en ese año, ya que marcó 12 goles. En 1977, Céspedes volvió a ser el goleador del equipo después de haber anotado 18 goles. La etapa de Héctor Javier en Santa Fe, fue hasta principios del año 1979, cuándo se fue a jugar al Atlético Nacional después de haber sido campeón, ídolo y figura.

### Atlético Nacional
En 1979, después de haber tenido una exitosa etapa jugando en Independiente Santa Fe, se fue al Atlético Nacional que era dirigido por el argentino Osvaldo Zubeldía. En el equipo antioqueño, jugó nada más por 6 meses y no tuvo un buen rendimiento, por lo que regresó a Santa Fe.

### Regreso a Santa Fe
Después de un semestre con pocos partidos en Atlético Nacional, Céspedes regresó a Independiente Santa Fe en el segundo semestre de 1979. Allí, ayudó al equipo a llegar hasta el subcampeonato y compartió con buenos jugadores como Moisés Pachón, Germán "Basílico" González y James Mina Camacho. En el equipo cardenal, jugó hasta el año 1980, después de haber disputado otra Copa Libertadores y haber hecho una buena delantera con el uruguayo Alberto Santelli. Después de una segunda buena etapa en Santa Fe, Céspedes volvió a Millonarios.

### Regreso a Millonarios
En el año 1981, Héctor Javier volvió a jugar en Millonarios después de un buen rendimiento con Santa Fe. En Millonarios jugó por un año y volvió a Independiente Santa Fe.

### Última etapa en Santa Fe y retiro
Luego de un año jugando en Millonarios, en 1982; Céspedes regresó nuevamente a Santa Fe. En su última etapa, jugó algunos partidos y estuvo hasta finales del año 1984, cuándo se retiró del fútbol profesional.

### Selección Colombia
Gracias a sus buenos partidos en Millonarios, Céspedes fue convocado a la Colombia juvenil. Con la selección, jugó el Sudamericano Juvenil "Juventudes de América" en Paraguay. Además, en ese mismo año hizo parte de la selección que jugó los Juegos Panamericanos de 1971 donde Colombia ganó la medalla de plata.

### Carrera como entrenador
Después de retirarse del fútbol profesional, Héctor Javier empezó su carrera como entrenador en Independiente Santa Fe en el año 1986. En el año 1990, volvió a dirigir a Santa Fe y lo llevó hasta el quinto lugar. Ahí estuvo hasta el año 1991. Además, el bogotano fue técnico del Real Cartagena en el año 1996, y de Mineros de Guayana de Venezuela.

## Luego del fútbol
Después de haber sido director técnico, Héctor Javier fue delegado deportivo de Millonarios, cargo en el que estuvo por un tiempo hasta su muerte, en el 21 de julio del 2012.

## Clubes

### Como jugador
| Club              | País     | Año       |
| ----------------- | -------- | --------- |
| Millonarios       | Colombia | 1969-1974 |
| Santa Fe          | Colombia | 1975-1978 |
| Atlético Nacional | Colombia | 1979      |
| Santa Fe          | Colombia | 1979-1980 |
| Millonarios       | Colombia | 1981      |
| Santa Fe          | Colombia | 1982-1984 |

### Como entrenador
| Club               | País      | Año         |
| ------------------ | --------- | ----------- |
| Santa Fe           | Colombia  | 1986        |
| Mineros de Guayana | Venezuela | ?           |
| Santa Fe           | Colombia  | 1989 - 1991 |
| Real Cartagena     | Colombia  | 1996        |

### Como dirigente
| Club        | País     | Año         | Rol                          |
| ----------- | -------- | ----------- | ---------------------------- |
| Millonarios | Colombia | 2002 - 2012 | Gerente y delegado deportivo |

## Palmarés

### Campeonatos nacionales
| Título           | Club        | País     | Año  |
| ---------------- | ----------- | -------- | ---- |
| Primera División | Millonarios | Colombia | 1972 |
| Primera División | Santa Fe    | Colombia | 1975 |

## Convocatorias a selecciones
| Selección        | Torneo (s)                                                          | Año (s) |
| ---------------- | ------------------------------------------------------------------- | ------- |
| Colombia Juvenil | Sudamericano Juvenil "Juventudes de América" y Juegos Panamericanos | 1971    |